# Pieris floribunda
Pieris floribunda là một loài thực vật có hoa trong họ Thạch nam. Loài này được (Pursh) Benth. & Hook. f. miêu tả khoa học đầu tiên năm 1876.

## Hình ảnh

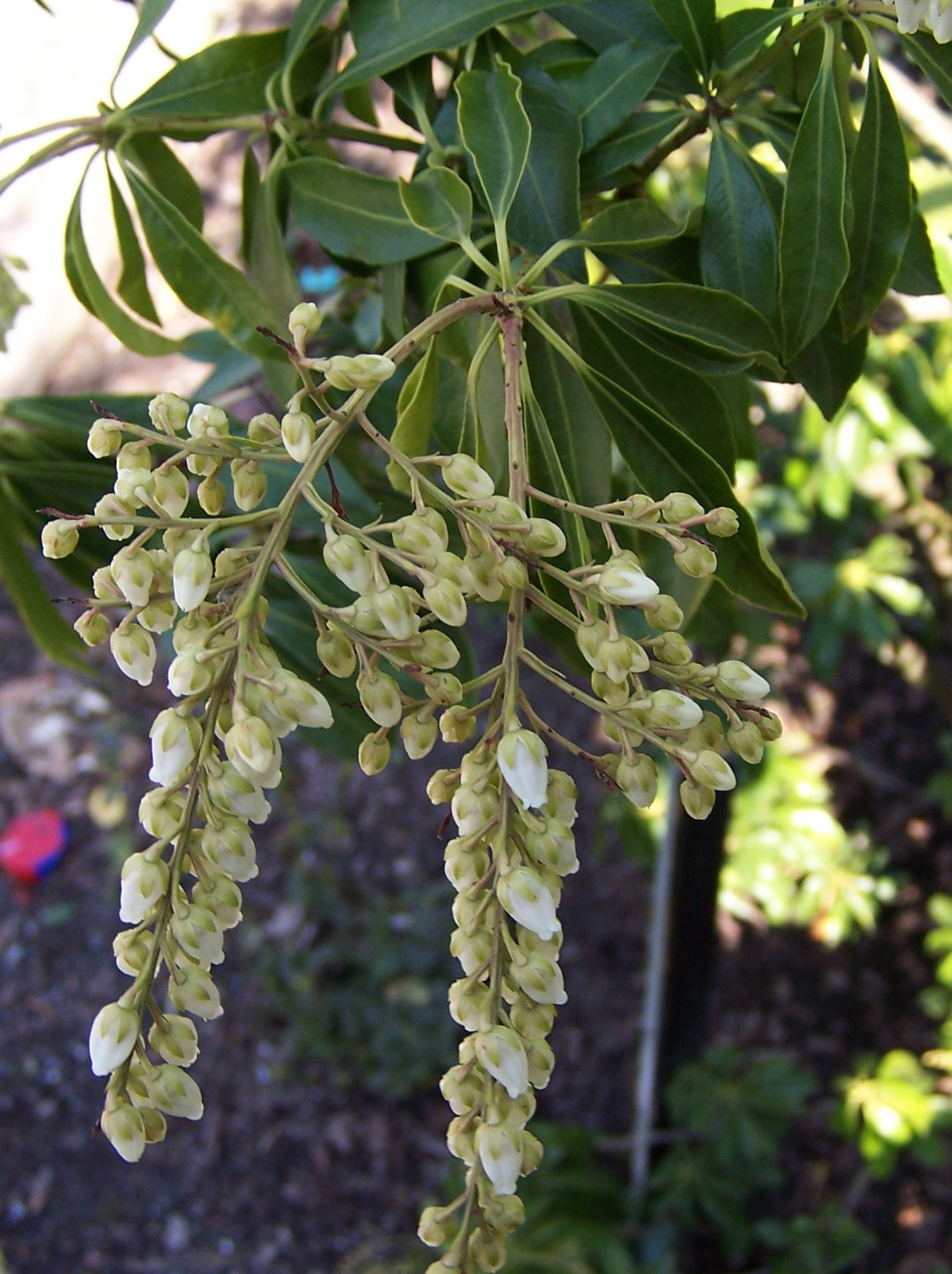
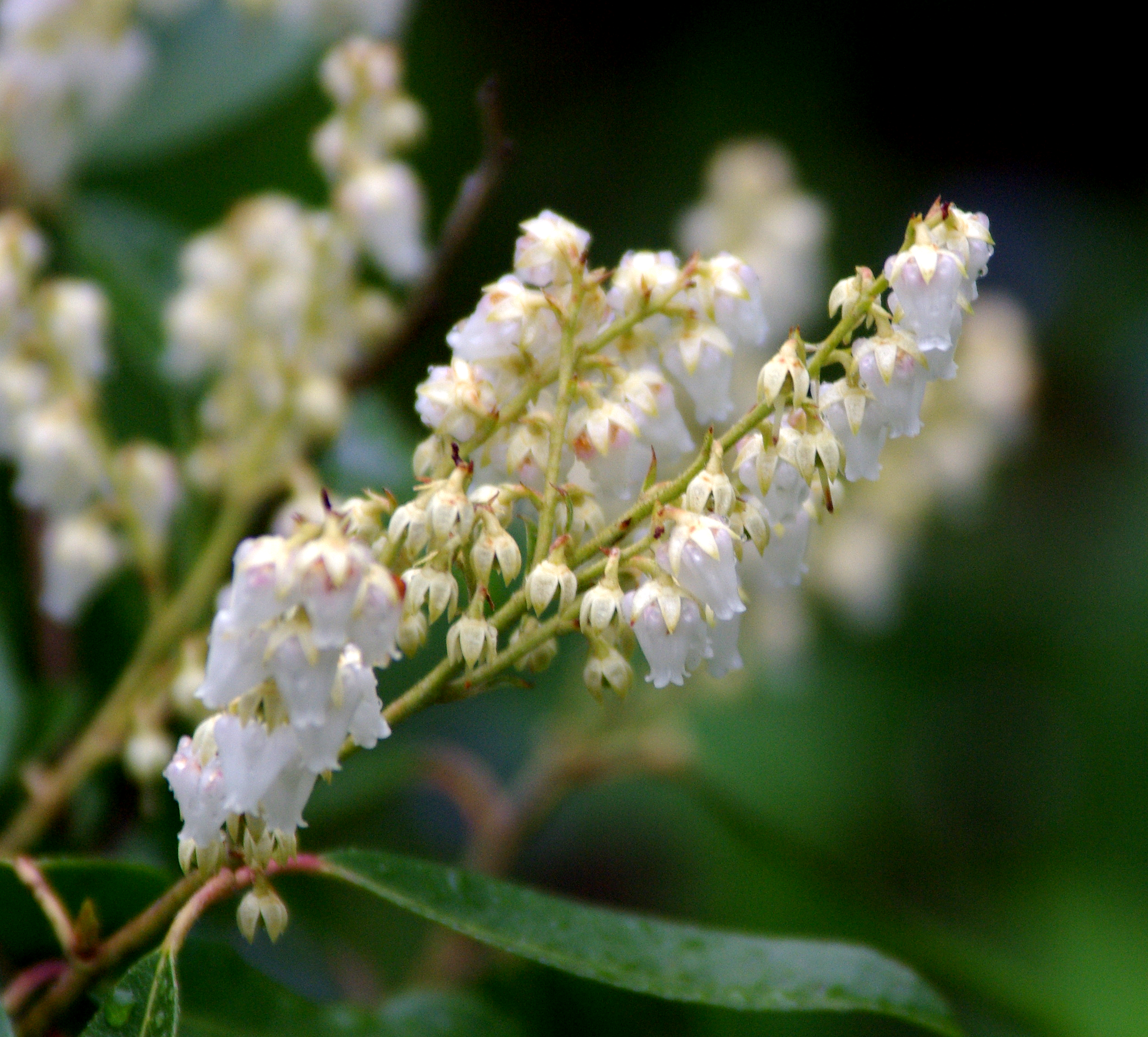
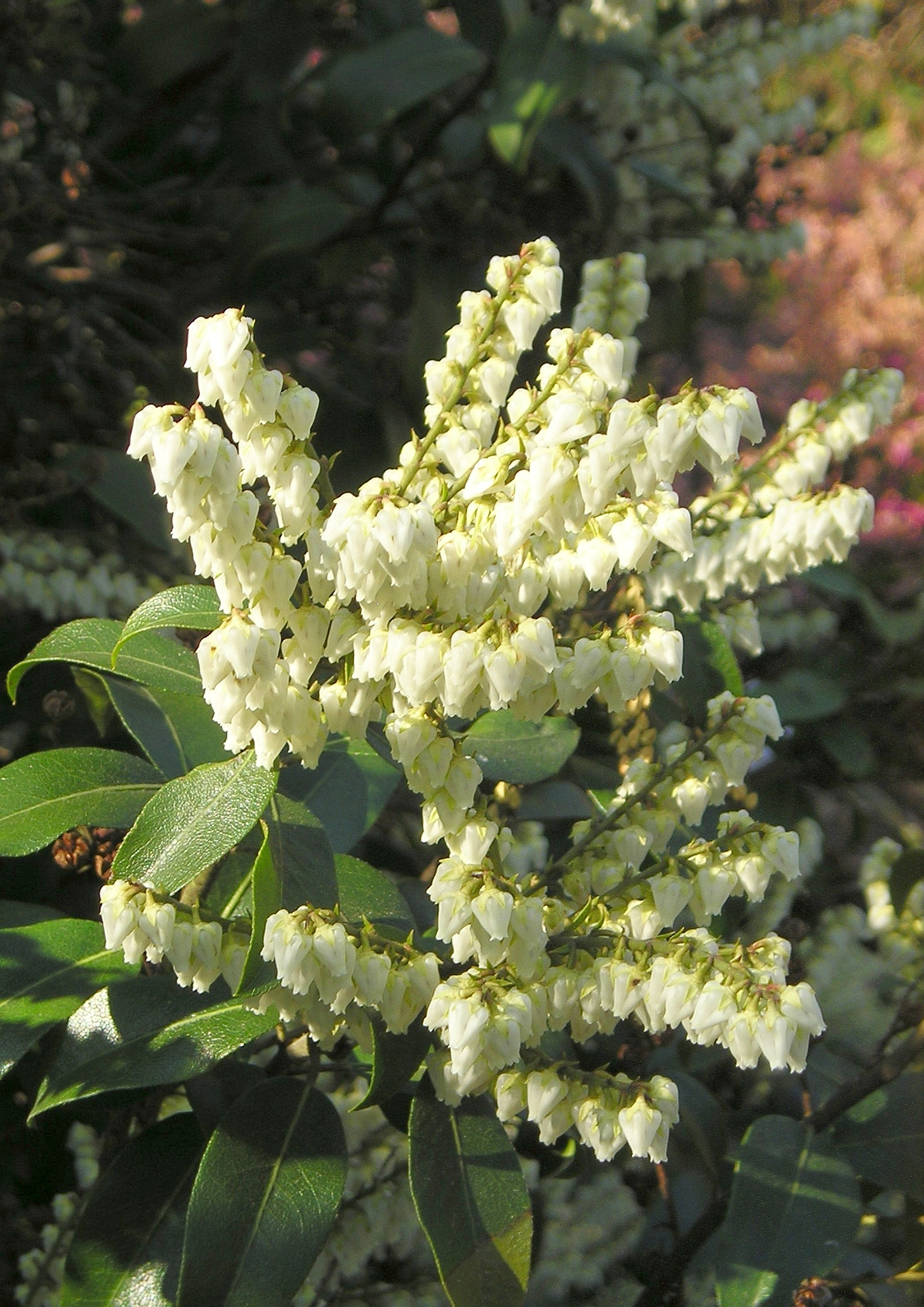
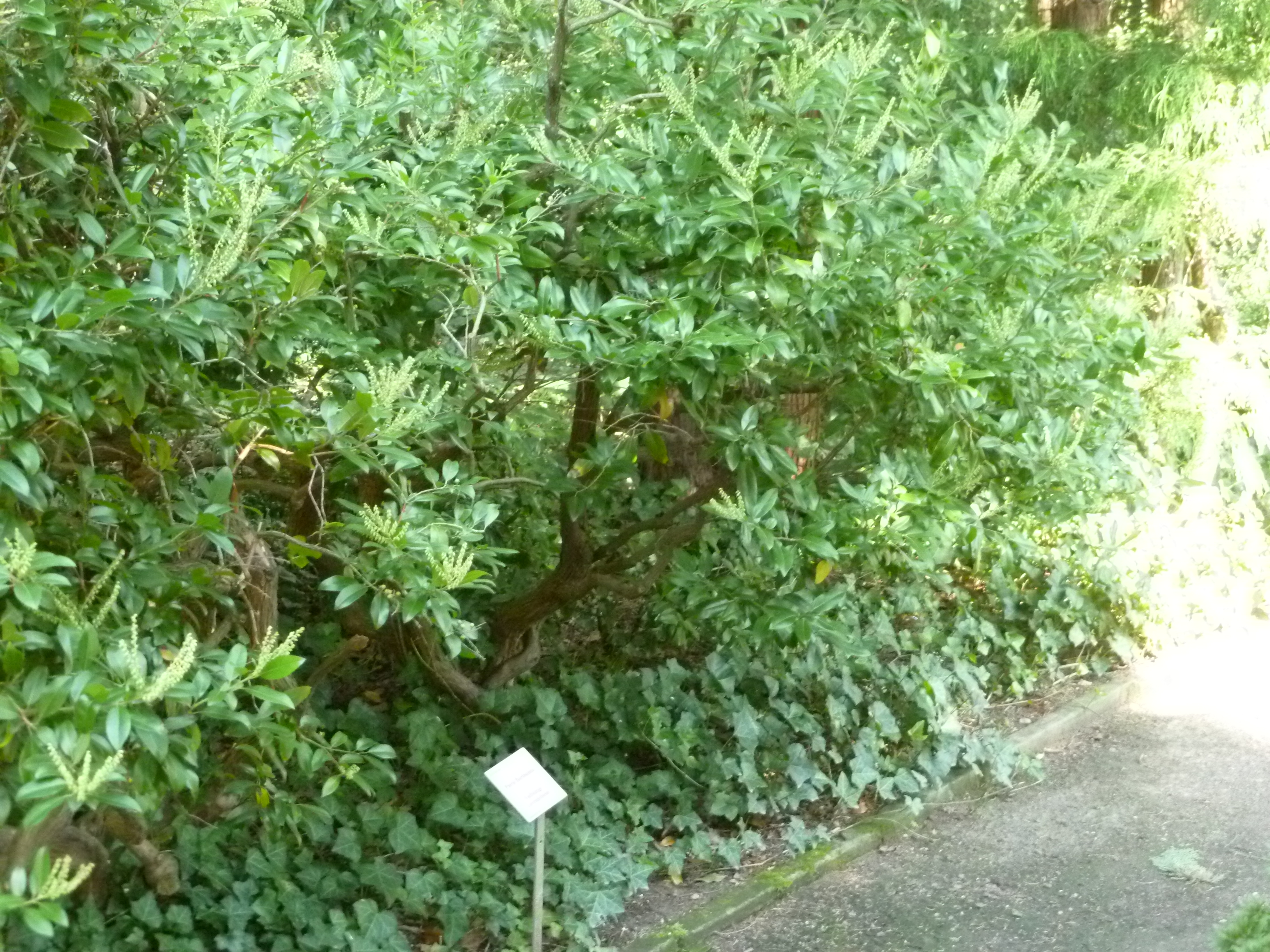